# The Slave
The Slave è un cortometraggio muto del 1909 scritto e diretto da David W. Griffith.

## Trama
Nerada, una bellissima giovane romana si mantiene pura disdegnando le offerte di un ricco patrizio, preferendogli il povero scultore Alachus. I due vivono felici ma, un giorno, il loro figlioletto si ammala gravemente per gli stenti.

## Produzione
Il film fu prodotto dalla Biograph Company.

## Distribuzione
Distribuito dalla Biograph Company, il film - un cortometraggio in una bobina - uscì nelle sale statunitensi il 29 luglio 1909.
Non si conoscono copie esistenti della pellicola.